# Microdontopera
Microdontopera là một chi bướm đêm thuộc họ Geometridae.